# 4월 (1998년 영화)
4월(Aprile)은 이탈리아에서 제작된 난니 모레티 감독의 1997년 영화이다. 난니 모레티 등이 주연으로 출연하였다. 이탈리아의 정치적 상황을 다뤄야 하는 영화 제작자 모레티 감독이 주연으로서도 주인공 역할을 맡았다.
모레티의 아내, 아들, 어머니가 직접 출연했다.

## 출연

### 주연
- 난니 모레티
- 실비오 올랜도

### 조연
- Nuria Schoenberg